# Lünen-Nord
Lünen-Nord ist ein Ortsteil und zugleich ein statistischer Bezirk der nordrhein-westfälischen Stadt Lünen im Kreis Unna. Er gehört zur Gemarkung 1283 Lünen.
Lünen-Nord hat eine Fläche von 2,62 km². Der Ortsteil liegt nördlich der durch Lünen fließenden Lippe und stößt unmittelbar an den nicht zu verwechselnden Ortsteil Nordlünen, der im Zuge des Zusammenschlusses 1975 mit der früheren Gemeinde Altlünen ein Ortsteil von Lünen geworden ist. In Lünen-Nord befand sich früher die Zeche Victoria, auf deren Brachgelände der Neubau einer Klinik für Forensische Psychiatrie durch das Land Nordrhein-Westfalen geplant ist. Die Stadt Lünen hatte im Juli 2015 beim Verwaltungsgericht Gelsenkirchen gegen die Bebauung Klage eingereicht. Das Verwaltungsgericht Gelsenkirchen hat mit Urteil vom 28. März 2017 die Klage abgewiesen.
Der Hauptbahnhof Lünen liegt ebenfalls im Gebiet von Lünen-Nord. Im Bahnhofsgebäude befindet sich eine Begegnungsstätte für Senioren der AWO.

## Geschichte

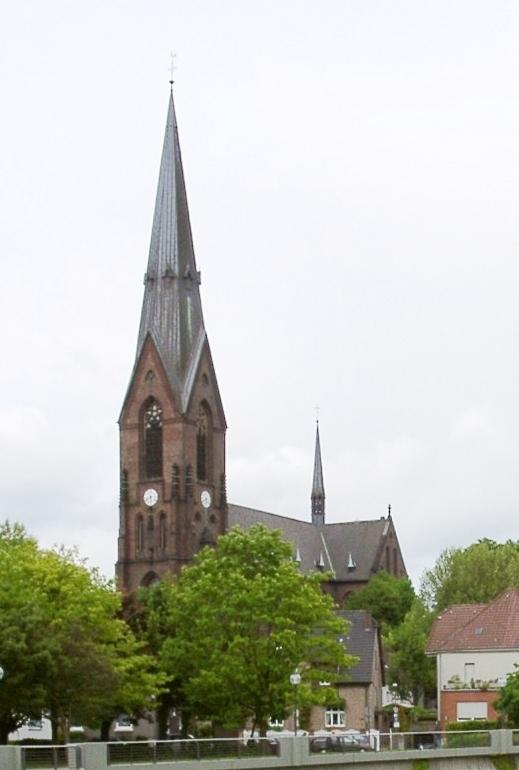
St. Marien in Lünen-Nord, vom südlichen Lippeufer gesehen

Um 880/890 wird Lünen im Heberegister des Benediktinerklosters Werden an der Ruhr erstmals erwähnt. Das Heberegister enthält viele Orte und Bauerschaften im westfälischen Raum, die zum ersten Mal genannt werden. Für Lünen sind dies die vier Bauerschaften Alstedde (Alstedi), Wethmar (Wetmeri), Nordlünen (Nordliunon) und Südlünen (Sudliunon). Liunon bedeutet Anhöhe/Schutz (vor dem Hochwasser der Lippe). Um 1018 entstand der erste Steinbau der St.-Marien-Kirche. Um 1300 wurde die St.-Marien-Kirche nach ihrer Zerstörung 1254 (Schlacht bei Brechten) als frühgotische Hallenkirche neu errichtet.
Im Jahr 1336 verlegte Adolf II. Lünen aus politischen und militärischen Gründen vom Nordufer auf das Südufer der Lippe und verlieh der Stadt 1341 märkisches Stadtrecht. Nördlich der Lippe, im Umfeld der St.-Marien-Kirche, verblieben nach 1600 nur wenige Bewohner, die auch von den Wallfahrern zum Gnadenbild in der Kirche lebten. Das Gnadenbild Unserer Lieben Frau von Alt-Lünen ist das älteste erhaltene Gnadenbild des Bistums Münster. Eine Besonderheit ist, dass sich die Wallfahrt bereits im Mittelalter nachweisen lässt. Somit ist die St.-Marien-Kirche in Lünen-Nord der älteste Marienwallfahrtsort im Bistum Münster, zu dem Lünen-Nord bis heute gehört, da die Lippe ohne Unterbrechung die Bistumsgrenze bildet. Die Wallfahrt hatte eine große Bedeutung für die Entwicklung des frühen Lünens. Die heutige neugotische Basilika wurde von 1894 bis 1896 nach Plänen von Wilhelm Rincklake erbaut.
Im Jahr 1987 hatte der Ortsteil Lünen-Nord insgesamt 9737 Einwohner. Per 31. Dezember 2015 betrug die Einwohnerzahl 9279. Am 31. Dezember 2017 waren es 9684 Einwohner.
Im Frühjahr 2012 wurde die neuapostolische Ortskirche in Lünen-Nord geschlossen.

## Ehemalige Grenze zwischen Lünen und Altlünen
Lünen-Nord ist nicht mit Nordlünen zu verwechseln, welches im Zuge der Gebietsneuordnung am 1. Januar 1975 als Teil der früheren Gemeinde Altlünen (bestehend aus Alstedde, Nordlünen und Wethmar) nach Lünen eingemeindet wurde. Beide Ortsteile (Lünen-Nord und Nordlünen) grenzen aneinander; die ursprünglichen Grenzen sind erhalten geblieben, jedoch mittlerweile etwas fließend.
Bis 1974 war Altlünen eine selbstständige Gemeinde im Amt Bork, Kreis Lüdinghausen, Regierungsbezirk Münster. Die damalige Grenze zwischen dem nördlich gelegenen Altlünen und dem südlich gelegenen Lünen und somit zwischen dem Regierungsbezirk Münster und dem Regierungsbezirk Arnsberg verlief entlang der Lippe und des mittlerweile vollständig verrohrten, in die Lippe mündenden Wevelsbaches. Der dem Lauf des Wevelsbaches (früher: Wibelsbach genannt) folgende Grenzverlauf – zunächst zu Alstedde – ab der Mündung in die Lippe ist wie folgt: Etwa 200 m vor der jetzigen Brücke der Konrad-Adenauer-Straße führt die Grenze zwischen Lünen und Altlünen von Westen kommend von der Lippe weg nach Norden, überquert kurz vor der Einmündung der Straße In den Erlen die Borker Straße und anschließend die Bahnlinie Dortmund–Gronau. Ab hier beginnt die Grenze zu Nordlünen. Sie überquert die Döttelbeckstraße und die Straße Am Katzbach. Als Nächstes verläuft sie südlich der Straßen Am Mispelbohm, Löwen-Köster-Straße und Friedrich-Wilhelm-Weber-Straße bis zur Grenzstraße. Diese überquert sie und führt in Richtung Süden weiter hinter der östlichen Bebauung der Grenzstraße, überquert die Bahnlinie Dortmund–Münster und die Münsterstraße direkt vor der Abzweigung der Dorfstraße. Anschließend folgt die Grenze – jetzt zu Wethmar – dem Rand der östlichen Bebauung der Straße Krummer Weg, um schließlich die Zwolle-Allee querend und in östlicher Richtung verlaufend den Lippebogen südlich der ehemaligen Westfalia-Hütte zu erreichen.

## Infrastruktur
In Lünen-Nord befinden sich das St.-Marien-Hospital als mittlerweile einer der größten Arbeitgeber der Stadt Lünen sowie das neue Lippe-Bad. Seit über 60 Jahren befindet sich dort ebenfalls die international tätige Firma SIBA (Sicherungenbau) mit z. Zt. fast 400 Arbeitsplätzen. Alle drei genannten Institutionen liegen jedoch unweit der Lüner Innenstadt, die südlich der Lippe liegt.
Angesiedelt war früher die Zeche Victoria (Lünen).

## Sehenswürdigkeiten
Zu den Sehenswürdigkeiten gehören die Alte Kaffeerösterei an der Cappenberger Straße, die unter Denkmalschutz stehende Victoria-Siedlung sowie der ehemalige jüdische Friedhof.

## Bildung
In Lünen-Nord gibt es in der Nähe des Hauptbahnhofs die Viktoriaschule, eine Gemeinschaftsgrundschule. 

## Verkehr

### Lünen Hauptbahnhof

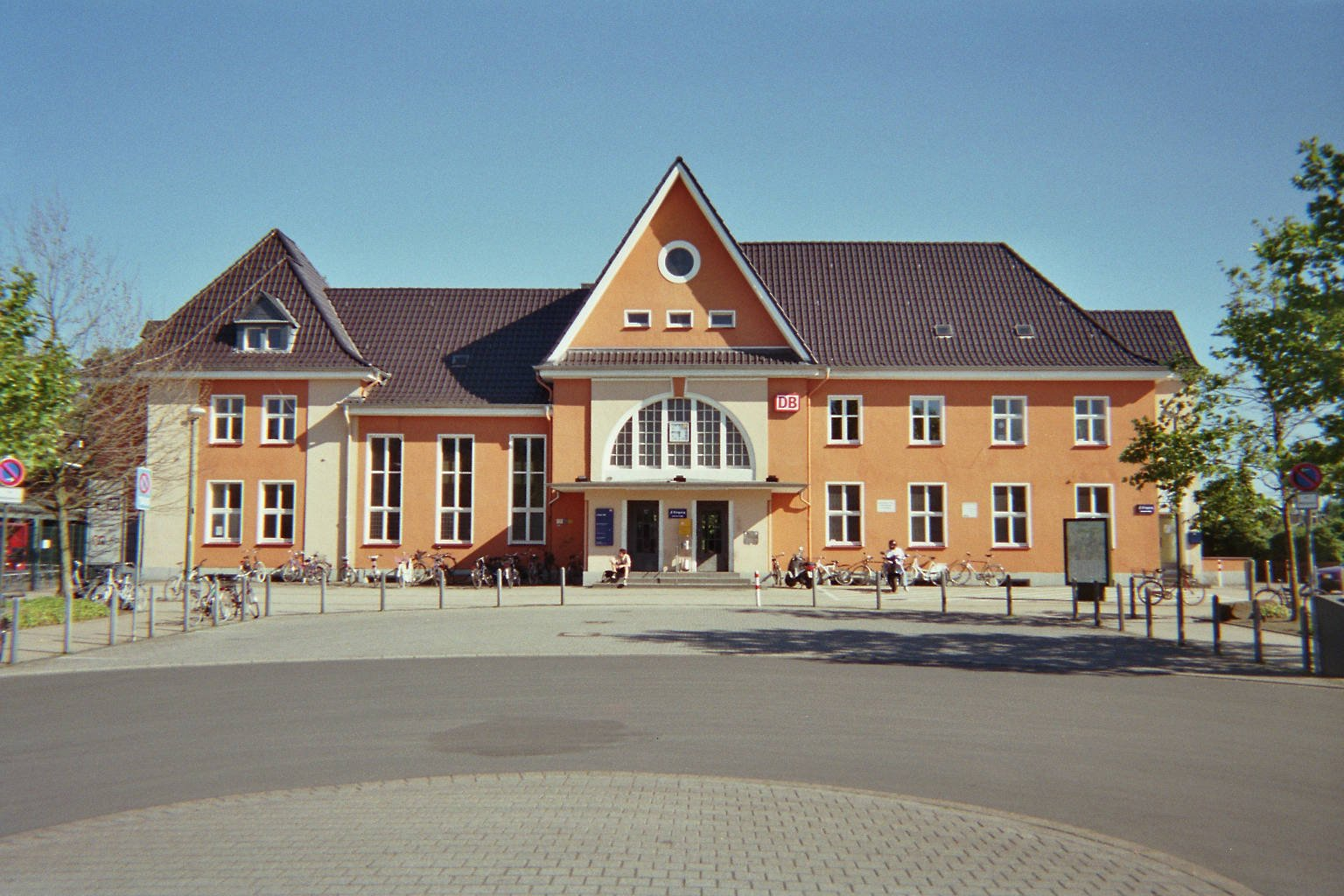
Lünen Hbf. in Lünen-Nord

Der Lüner Hauptbahnhof wurde 1928 als Bahnhof in Lünen-Nord eröffnet. Er war nicht der erste Bahnhof in Lünen; denn bereits Ende des 19. Jahrhunderts wurde der Bahnhof Lünen – der mittlerweile stillgelegte Bahnhof Lünen-Nord, ca. 500 m weiter nordwestlich gelegen – durch die Dortmund-Gronau-Enscheder Eisenbahn-Gesellschaft benutzt. Der Lüner Hauptbahnhof ist ein wichtiger Bahnhof für den Regionalverkehr im Kreis Unna. Es verkehren hier ausschließlich Regionalbahnen. Für den öffentlichen Personennahverkehr ist er der wichtigste Verkehrsknotenpunkt der Stadt und des nördlichen Kreises Unna und gehört zu den Bahnhöfen der vierthöchsten Preisklasse.

### Busbahnhof (ZOB)
Ein weiterer für den öffentlichen Personennahverkehr wichtiger Ort ist der neben dem Hauptbahnhof gelegene Busbahnhof, der wegen seiner Bedeutung als Zentraler Omnibusbahnhof (ZOB) bezeichnet wird. Von ihm aus führen die mit einem C bezeichneten innerstädtischen Citylinien nach Brambauer, Alstedde, Nordlünen und Wethmar, Lünen-Süd, Horstmar und Niederaden. Auch die Dortmunder Stadtteile Eving und Lanstrop werden mit C-Linien erreicht. Schnellbusse fahren über Werne nach Hamm und über Oberaden nach Bergkamen. Regionalbusse verbinden Lünen ab dem Zentralen Omnibusbahnhof mit Oberaden, Bergkamen, Kamen, Cappenberg, Bork, Selm, Lüdinghausen, Werne, Stockum, Bockum-Hövel und Hamm.

### Bundes- und Landesstraßen
Die B 54 beginnt an der niederländischen Grenze bei Gronau und verläuft über Münster und Werne nach Lünen. Dann führt sie weiter über Dortmund und Siegen nach Wiesbaden.
Die B 236 beginnt in Olfen. Sie durchquert Selm, führt durch Lünen und weiter über Dortmund bis zu ihrem Zielort Münchhausen in Hessen.
Die L 810 beginnt in der Lüdinghausener Bauerschaft Ermen an der L 835. Sie führt über Nord- und Südkirchen und durch den Selmer Ortsteil Cappenberg. Schließlich endet sie in Lünen-Nord an der B 236.

## Trivia
Die Altstadtstraße in Lünen-Nord trägt ihren Namen zu Recht. Sie verweist darauf, dass sich dort, eben nördlich der Lippe, ursprünglich der (alte) Kern Lünens befand (vor Verlegung der Stadt von nördlich der Lippe nach südlich der Lippe im Jahre 1336).
Einer alten Sage nach ruht in der unmittelbaren Nähe zum Hauptbahnhof, im Wüstenknapp (der wüste Berg), einer unweit der Lippe und des Römerlagers Beckinghausen liegenden, zwischenzeitlich bebauten  Erhebung, ein Heidenkönig in einem goldenen Sarg. Mit diesem König wird der römische Heerführer Drusus in Verbindung gebracht.